# Il demonio
Il demonio è un film del 1963, diretto da Brunello Rondi.
Ispirato agli studi antropologici di Ernesto de Martino in Basilicata, è tra le prime pellicole sul tema delle possessioni, filone reso popolare da L'esorcista, benché il film sia più considerato una denuncia contro l'arretratezza e il bigottismo del suo tempo, che porta un individuo anticonformista ad un forte disagio, sfociando nella follia.

## Trama
In un borgo rurale della Lucania, la contadina Purificata (detta "Purif") è disperata perché l'uomo che ama, Antonio, con il quale aveva avuto una relazione in passato, è promesso a un'altra. Dopo essere stata rifiutata più volte da lui, Purificata gli scaglia contro il malocchio e si dà alla fuga. La donna inizia a manifestare altri bizzarri comportamenti che intimoriscono i suoi compaesani, convinti che sia posseduta dal Demonio. A seguito di alcuni eventi la donna viene sottoposta a un esorcismo e ad alcuni riti di bassa magia cerimoniale (durante uno dei quali viene stuprata) con il fine di liberarla dalle presunte forze demoniache. Allontanata dal villaggio, dopo aver rischiato il linciaggio dei suoi compaesani, trova rifugio in un convento, dove vive finché gli abitanti del villaggio, guidati da Antonio, non la raggiungono. Al fine, si ricongiunge con lui, e, dopo un rapporto carnale, in un impeto, lui la assassina nella convinzione di averla liberata definitivamente dal demoniaco.

## Produzione
Le riprese sono state effettuate in Basilicata: a Matera, Montescaglioso e Miglionico.

## Influenza culturale
Si ritiene che il film di Rondi abbia esercitato una certa influenza su L'esorcista, non solo per alcuni spunti narrativi ma anche per la presenza di una scena in cui la protagonista Daliah Lavi si esibisce in una camminata a quattro zampe con il ventre all'insù, che ricorda il noto spider walk di Regan MacNeil nel film di William Friedkin.
Il personaggio di Purif sembra aver ispirato anche la maciara interpretata da Florinda Bolkan in Non si sevizia un paperino di Lucio Fulci.